# Schiff des Theseus
Das Schiff des Theseus (auch Theseus-Paradoxon) ist ein philosophisches Paradoxon, das bereits in der Antike aufgezeigt wurde. Es berührt die Frage, ob ein Gegenstand seine Identität verliert, wenn viele oder gar alle seiner Einzelteile nacheinander ausgetauscht werden.

## Bekannte Szenarien des Paradoxons

### Griechische Legende
Die älteste Formulierung ist von Plutarch überliefert:

„Das Schiff, auf dem Theseus mit den Jünglingen losgesegelt und auch sicher zurückgekehrt ist, eine Galeere mit 30 Rudern, wurde von den Athenern bis zur Zeit des Demetrios Phaleros aufbewahrt. Von Zeit zu Zeit entfernten sie daraus alte Planken und ersetzten sie durch neue intakte. Das Schiff wurde daher für die Philosophen zu einer ständigen Veranschaulichung zur Streitfrage der Weiterentwicklung; denn die einen behaupteten, das Boot sei nach wie vor dasselbe geblieben, die anderen hingegen, es sei nicht mehr dasselbe.“

Das durch dieses Gedankenexperiment aufgeworfene philosophische Problem ist ein verbreitetes Beispiel in der Philosophiedidaktik und wird auch in der zeitgenössischen Ontologie vielfach debattiert, weil sich eine plausible Theorie darüber, wann ein Objekt als ein und dasselbe gelten und als solches auch bei Veränderungen in der Zeit fortdauern kann, daran bewähren muss. Ted Sider beispielsweise verteidigt, dass ein ontologischer Vierdimensionalismus dieses Problem elegant löst. Vierdimensionalisten vertreten die Ansicht, dass Objekte, so wie sie Abschnitte im Raum einnehmen, dies auch für die gleichzubehandelnden Zeitabschnitte tun, also „Zeitscheiben“ besitzen oder als „Zeitwürmer“ vorstellbar sind.

### Problem der doppelten Identität
Ein weiteres philosophisches Problem ist das der doppelten Identität, das sich an einem einfachen Beispiel erläutern lässt:

„Theseus besitzt ein etwas älteres, aber seetaugliches Schiff. Er beschließt eines Tages, es in die Werft zu bringen und dort erneuern zu lassen. Er bittet den Werfteigner, die 1000 Planken gegen neue auszutauschen. Der Eigner der Werft besitzt mehrere Docks und findet es schade, die alten Planken von Theseus’ Schiff einfach wegzuwerfen, also beschließt er, in Dock A das Schiff des Theseus nach und nach auseinanderzunehmen und ersetzen zu lassen und die Planken in Dock B zu bringen, wo sie in der ursprünglichen Reihenfolge und an ihrer ursprünglichen Position wieder zu einem Schiff zusammengesetzt werden, was gelingt.“

Nun existieren zwei Schiffe: jenes, das Theseus verwendet und dessen 1000 Planken ersetzt wurden, und das Schiff des Werfteigners, das aus allen Originalteilen von Theseus’ ursprünglichem Schiff zusammengesetzt wurde.
Welches ist Theseus’ Schiff?
Dazu lassen sich vier verschiedene Grundpositionen einnehmen:
1. Das Schiff aus Dock A ist Theseus’ Schiff.
2. Das Schiff aus Dock B ist es.
3. Beide Schiffe sind Theseus’ Schiffe.
4. Keines der Schiffe ist es.

## Sonstige Rezeption
Theseus’ Schiff wird auch wiederholt als Parabel auf den Wandel gesellschaftlicher und kultureller Gepflogenheiten rezipiert. So beschrieb der Wissenschaftstheoretiker Otto Neurath eine Adaption des Paradoxons, in der das Schiff „die Wissenschaft [darstelle], konzipiert als ein System aufeinander aufbauender wahrer Sätze“ sei und als solches „unmöglich ist, die gesamte wissenschaftliche Sprache von Grund auf neu zu rekonstruieren“:

„Wie Schiffer sind wir, die ihr Schiff auf offener See umbauen müssen, ohne es jemals in einem Dock zerlegen und aus besten Bestandteilen neu errichten zu können.“